# 遠藤一馬
遠藤 一馬（えんどう かずま、1972年2月26日 - ）は、日本のミュージシャン。SIAM SHADEのギタリスト、ボーカリスト。東京都北区王子生まれ。静岡県賀茂郡西伊豆町育ち。血液型はB型。元アミューズ所属。

## 経歴
- 1993年
  - SIAM SHADEとしてインディーズからアルバムをリリース。オリコンインディーズチャート2位を獲得。
- 1995年
  - シングル「RAIN」で、バンドがメジャーデビュー。
- 2001年
  - バンド初の日本武道館ライブを決行。
- 2002年
  - SIAM SHADEが解散。ソロ活動を開始。
- 2003年
  - Vivian or Kazuma結成し、シングル「moment」をリリース。
- 2006年
  - 土屋アンナのサポートギター&ボーカルとしてライブ出演を開始。
- 2007年
  - 新たなバンド、Fifty50/50Fiftyを結成。
- 2009年
  - Aoiのサポートギターとしてライブ出演を開始。
- 2010年
  - DAMIJAW のサポートギターとしてライブ出演を開始。2016年DAMIJAW活動休止。
- 2017年
  - 和風ロックバンド「戦国時代－The age of civil wars－」のGt＆Vo KzとしてS.N.D（淳士）らと活動開始。
- 2023年
  - YU+KI（元JURASSIC）とボーカルユニット『ROYAL FORCE』を結成し本格的に活動開始する[2]。

## 人物
- ロックバンド・SIAM SHADEのボーカリスト兼ギタリストとして知られる。当時は「KAZUMA」名義で活動。
- SIAM SHADEに加入する際は、ボーカル担当の栄喜がバンドを抜けると言うので代わりのボーカリストとして加入したものの、何故か栄喜は脱退しなかったため、そのままツインボーカルとなる。
- 本職はボーカルだが、バンド内ではリードギタリストであるDAITAのサポートギターを務める割合が多かった。バンド後期には彼がメインボーカルを務める楽曲（オリジナルアルバム「SIAM SHADE VI」収録曲「I am I」「LOVE IS POWER」、16thシングル「LOVE」のカップリング曲「Over the rainbow」）も存在する。
- 年少の頃より主にポップスやロックの影響を受ける。
- 父は日劇ダンシングチームの12期生、母と姉はSKD出身の芸能一家であり、実家は現在も伊豆でダンス教室を開設している。
- 姉が近藤真彦のファンであったことをきっかけに、『嵐を呼ぶ男』を見てドラムに目覚め、親戚に代々伝わるドラムを譲り受けて音楽を始める。小学校5年生の時に初めて作った曲は『星空の下で』であった。
- 中学生の頃、友人と、初のバンド「ストライプ」を結成。その後「ハリケーン」、「Fifty50/50Fifty」と名を改める。Fifty50/50Fiftyは静岡県代表としてHOT WAVEに出場し、この予選会で栄喜・NATINに出会う。
- 趣味の一つとしてレーシングカートを挙げており、カートを私有している。2000年にSIAM SHADEの「せつなさよりも遠くへ」がフォーミュラ・ニッポンのテーマソングになったことに伴い、同番組に解説者としてゲスト出演した。また、自身の愛車を「彼女」と称するほどの車好きであり、自身のブログでも度々紹介されている。所有車の遍歴は、ボルボ・V70→アルファロメオ・156→アルファロメオ・GTV→マセラティ。そのほか、ホンダ・ズーマーを所有していた。
- 2002年よりソロミュージシャン「KAZUMA」として活動。2ndアルバム『ゴージャス』より、名義を本名である「遠藤一馬」に改名。
- 2003年、ビビアン・スーとVivian or Kazumaを結成し、シングル「moment」をリリース。アニメ『機動戦士ガンダムSEED』のオープニングテーマに起用され、ヒットを記録した。

## ディスコグラフィー

### アルバム
- Don't you love me?（2003.04.25）
- ゴージャス（2003.11.27）
- あの神父の前で（2004.08.18）
- Kiss（2005.01.26）
- Adulty（2006.09.27）
- 愛しちょる♥（2009.04.22）
- GOLDEN RABBIT（2012.07.13）
- Kazuma Endo 20th Anniversary Best+5（2022.10.25）※オフィシャルストア限定販売

### シングル
- Butterfly（2007.11.16）
- nicedayのススメ（2008.6.25）
- Merry-go-round / 忘られぬ日々（2014.07.05）※ライブ会場限定販売
- Home（遠藤一馬 feat.谷本貴義 名義）（2022年12月7日に静岡県西伊豆町のふるさと納税返礼品として先行リリース[3]）

## ユニット活動

### Vivian or Kazuma
ビビアン・スーとのユニット。2002年10月15日に行われたファーストライブにて結成を発表、ビビアンがゲストとして登場し、「Darling Honey」、「星に願いを」 が披露された。
2003年1月29日にシングル「moment」をリリース。同曲は『機動戦士ガンダムSEED』の第二期オープニングテーマ。ビビアンとともに同番組のCMにも出演した。
- moment（2003.01.29）
- moment remixes（2003.04.23）

上記2作品共にレーベルゲートCDでリリースされたが、「moment」が収録されているコンピレーションアルバム『「機動戦士ガンダムSEED」COMPLETE BEST』はCD-DAでリリースされ（発売当時アルバムに関してはCCCDの対象外となっていた）、シングルCDと同じミックスで収録されたため、当時としてはCD-DAとCCCDとの違いを聴き比べられる貴重な材料となった。レーベルゲートCD（レーベルゲートCD2も含む）でリリースされた作品についてはすべて廃盤となり、CD-DAで再発された。

### 遠藤一馬&あさき
ゲームミュージックの作曲家あさきと組み、コナミデジタルエンタテインメントの音楽ゲーム『GuitarFreaksV』、『DrumManiaV』（共に2005年2月稼動開始）に楽曲「You can't do it if you try」を提供。また、このゲームのサウンドトラックCD『GuitarFreaksV & DrumManiaV』（2005.07.06）にも収録されている。
あさきにとって彼は「尊敬してやまない方」で、「成仏しかけた」とも発言している。

### Fifty50/50Fifty
「ソロとは違ったアプローチ」のバンドとして、2007年5月6日の六本木morphで行われたライブより活動開始。同日、限定50枚のデモCDを販売した。
なお、Fifty50/50Fiftyとは、高校時代に組んでいたバンドと同名であるが、彼以外のメンバーは別人である。
- DEMO（2007.05.06）

1. Don't wory
2. Hard rain
3. Youthful days

### ROYAL FORCE
元JURASSICのYU+KIと結成した2人組ボーカルユニット。元々はライブ内の企画ユニット『King & Prince & Horse』として結成されたものだが、本格的に活動を開始するにあたり、そのままでは色々と問題があるとの判断から、NATCHINが命名した『ROYAL FORCE』へ変更された。

## 楽曲提供・演奏参加

### meath
福岡おもちゃフェスタ2004イメージガール、meathに楽曲提供している。
- Childhood（2003.03.27）

1. Childhood　　作詞：岩本有紀/作曲：KAZUMA
2. 雨に打たれ唄いましょう　　作詞・作曲：KAZUMA
3. Go for it　　作詞：meath・岩本有紀/作曲：KAZUMA

※「Childhood」は、福岡おもちゃフェスタ2004イメージソング。
※「雨に打たれ唄いましょう」は自身のライブでも披露されていた。
※「Go for it」はSIAM SHADE時代のツアー「スーパーKAZUMA ウルトラ博士の大冒険」で披露された「KAZUMA新曲」が原曲。

### 土屋アンナ
- NUDY SHOW（2008.10.29）

016.BLOOD ON BLOOD
※Music and Arrangement:Ju-ken,Masahiro Muta,Kazuma Endo,Masanori Mineとして参加。同曲にてギターも弾いている。

### 土橋安騎夫
- AKIO DOBASHI feels 夜桜四重奏（2008.11.19）
  - TBS系アニメ『夜桜四重奏 〜ヨザクラカルテット〜』オリジナルサウンドトラックに演奏で参加

### DAMIJAW
Janne Da ArcのベーシストKa-yuのソロプロジェクト。表題曲のプロモーションビデオにギターで参加している。
- 無力な自分が許せない（2010.02.17）